# Логическое выражение
Логическое выражение в программировании — конструкция языка программирования, результатом вычисления которой является «истина» или «ложь».

## Операторы сравнения
| Операция         | Си | Паскаль |
| ---------------- | -- | ------- |
| Равно            | == | =       |
| Не равно         | != | <>      |
| Больше           | >  | >       |
| Меньше           | <  | <       |
| Больше или равно | >= | >=      |
| Меньше или равно | <= | <=      |

Например, логическое выражение «5 > 3» истинно, а «6 != 6» ложно.

## Операции
В свою очередь, над логическими выражениями возможны операции, результатом которых так же являются «истина» и «ложь» (см. логическая операция).  Логические выражения, построенные при помощи этих операций и содержащие несколько операций сравнения, называются «сложными».
| Операция         | Си   | Паскаль |
| ---------------- | ---- | ------- |
| Или (дизъюнкция) | \|\| | or      |
| И (конъюнкция)   | &&   | and     |
| Отрицание        | !    | not     |

## Примеры
Примеры сложных логических выражений:
| Язык    | Выражение           |
| ------- | ------------------- |
| C       | !A && (B \|\| C)    |
| Паскаль | not A and (B or C)  |
| C       | A > 3 && B < 6      |
| Паскаль | (A > 3) and (B < 6) |